# Rue Genty-Magre
La rue Genty-Magre (en occitan : carrièra Genty-Magre) est une voie de Toulouse, chef-lieu de la région Occitanie, dans le Midi de la France.

## Situation et accès

### Description
La rue Genty-Magre est une voie publique. Elle se trouve au cœur du quartier du Capitole.
Elle naît au croisement des rues des Tourneurs et Baronie. Elle se trouve dans l'axe des rues qui traversent le centre-ville entre la place de la Daurade et la cathédrale Saint-Étienne, et prolonge donc les rues de la Daurade, Jacques-Cujas, Temponières et Peyras. Elle se termine après seulement 51 mètres au croisement de la rue d'Alsace-Lorraine. Elle est prolongée à l'est par les rues Antonin-Mercié, Cantegril et d'Astorg.
La chaussée compte une seule voie de circulation automobile en sens unique, de la rue Baronie vers la rue Antonin-Mercié. Elle appartient à une zone de rencontre et la vitesse y est limitée à 20 km/h. Il n'existe pas de bande, ni de piste cyclable, quoiqu'elle soit à double-sens cyclable.

### Voies rencontrées
La rue Genty-Magre rencontre les voies suivantes, dans l'ordre des numéros croissants (« g » indique que la rue se situe à gauche, « d » à droite) :
1. Rue Baronie (g)
2. Rue des Tourneurs (d)
3. Rue d'Alsace-Lorraine

### Transports
La rue Genty-Magre n'est pas directement desservie par les transports en commun Tisséo. Elle se trouve cependant à proximité de la place Étienne-Esquirol où se trouvent la station Esquirol, sur la ligne de métro , ainsi que les arrêts des lignes de Linéo L4 et de bus 44.
La station de vélos en libre-service VélôToulouse la plus proche est la station no 10 (15 place Étienne-Esquirol).

## Odonymie

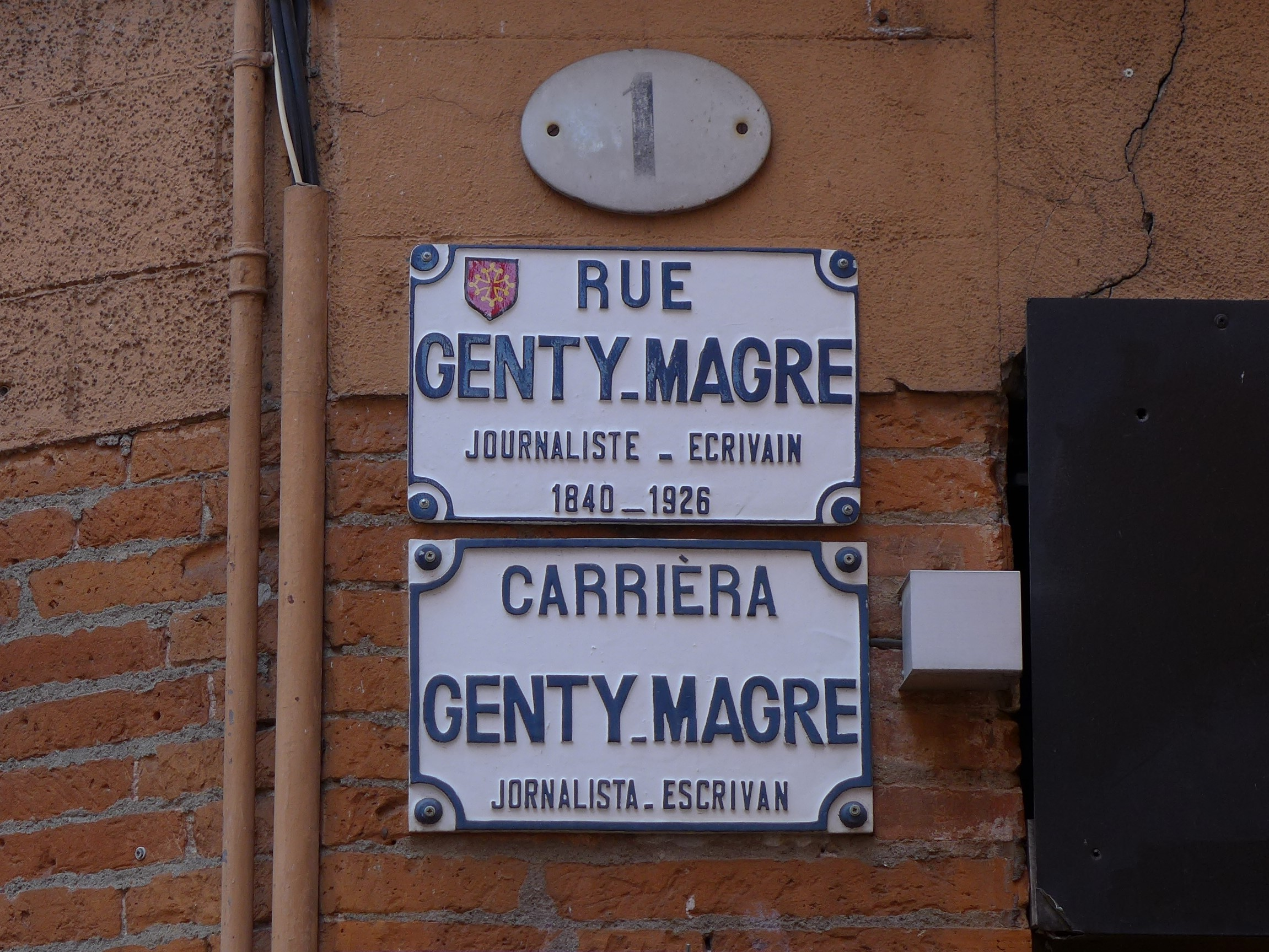
Plaques de rue en français et en occitan.

Le nom de la rue Genty-Magre rend, depuis 1938, hommage à Jean-Baptiste Magre, connu sous le pseudonyme de Genty-Magre (1840-1926). Écrivain et journaliste toulousain, né à deux pas d'ici (actuel no 10 rue Baronie), il dirigea des journaux républicains, comme l'Émancipation et le Progrès libéral, ou littéraires, comme le Réveil. Resté proche des cercles républicains après la proclamation de la IIIe République, il eut également une carrière dans l'administration française comme sous-préfet de Villefranche-de-Lauragais en Haute-Garonne (?-1884), puis secrétaire général du Tarn (1884-1908). Il est fait chevalier de la légion d'honneur en 1909. Il est enfin connu pour être le père des poètes André et Maurice Magre.
Au Moyen Âge, la rue n'était que la continuation de la rue Peyras et portait donc le même nom (fin du XIIIe siècle). À partir du XVIIe siècle, elle prit également, avec l'actuelle rue Antonin-Mercié, le nom du couvent voisin des Augustins, car elles le bordaient au nord, et furent connues ensemble comme la rue des Augustins ou des Grands-Augustins. À la Révolution française, le 25 avril 1794, lorsque toutes les rues de Toulouse reçurent des appellations révolutionnaires, on leur donna le nom de rue du Musée, car le Musée du Midi de la République, créé en 1793, avait été installée dans l'église du couvent des Augustins. La rue du Musée fut l'une des rares, avec la rue de la Fonderie et la rue de l'Écharpe, à conserver après 1806 le nom qui lui avait donné à la Révolution. Ce n'est qu'en 1938 que la rue prit le nom de Genty-Magre et fut à ce moment séparée du reste de la rue du Musée, qui reçut celui d'Antonin Mercié.

## Histoire

### Moyen Âge et période moderne
Au Moyen Âge, l'actuelle rue Genty-Magre appartient au capitoulat de Saint-Pierre-Saint-Martin. Elle n'est d'abord qu'une portion de la rue Peyras et en porte donc le nom. Plus largement, elle appartient à la principale voie qui traverse Toulouse d'est en ouest, depuis la Porte Saint-Étienne au pont de la Daurade, qui aboutit à la place du même nom.
Les premiers bâtiments couvent des Augustins – en particulier l'église – sont construits entre 1310 et 1341 sur la rue Peyras (actuelles rues Genty-Magre et Antonin-Mercié) : il se développe au cours du XIVe siècle et du XVe siècle, jusqu'à occuper tout le moulon délimité par la rue Peyras au nord, raison pour laquelle la partie est de cette rue (actuelles rues Genty-Magre et Antonin-Mercié) reçoit le nom de rue des Augustins. La partie ouest de cette rue n'est cependant pas bordée par le couvent lui-même, mais par des maisons qui lui appartiennent et qui sont mises en location.
On compte plusieurs auberges dans la longue rue Peyras où arrivent, par la porte Saint-Étienne, les diligences du Quercy, du Rouergue et de l'Albigeois. Au XVIe siècle on trouve l'hôtellerie du Château de Milan, qui appartient à Thomas de Prohenques et a sa façade principale sur la rue Huc-Vidal (actuelle rue Baronie, no 4), mais son entrée dans la rue Peyras (actuel no 3). Cette auberge réputée est alors une des auberges à enseignes privilégiées. La rue attire aussi les étudiants puisque, en 1549, la Maison des Collégiers du collège de Périgord, est ouverte dans la rue (ancien no 9).
La rue des Augustins a logé plusieurs artistes. Au début du XVIIe siècle, l'historien Guillaume Catel loge dans un hôtel de cette rue (actuel no 3) et y écrit ses Mémoires de l'Histoire du Languedoc, et son Histoire des Comtes de Toulouse avant de mourir le 5 octobre 1626. C'est dans ce même hôtel que l'auteur dramatique Jean Galbert de Campistron se retire après 1712, et qu'il s'éteint, le 11 mai 1723. Dans la seconde moitié du XVIIIe siècle, le sculpteur Simon Mouniot a son atelier dans une maison de la rue, à côté du petit cloître du couvent des Augustins (ancien no 18, contre le musée des Augustins).

### Époque contemporaine
À la Révolution française, la rue est touchée par les transformations. En 1790, l'ordre des Augustins est dissous et le couvent des Augustins est fermé, tandis que les bâtiments deviennent bien national. Le 19 décembre 1793, le couvent est affecté à la création du Musée du Midi de la République.
Au cours du XIXe siècle, la municipalité forme des projets afin d'améliorer l'hygiène et la circulation dans les rues de la ville. Les premiers travaux, dans le deuxième quart du XIXe siècle, visent à élargir la rue à 5 mètres, et plusieurs immeubles sont reconstruits afin de mettre les façades à l'alignement (actuels no 1 ; no 2 et 6). Mais la rue est surtout bouleversée par le percement de la rue Longitudinale, rebaptisée rue d'Alsace-Lorraine en 1873, qui la coupe en deux. Plusieurs maisons, parmi lesquelles la Maison des collégiens (ancien no 9) et la maison de Siméon Mouniot (ancien no 18, contre le petit cloître du Musée des Augustins), sont abattues, tandis que de nouveaux immeubles, dans le goût haussmannien, sont élevés à la place (actuels no 5 et 8).

## Patrimoine et lieux d'intérêt
- no  3 : hôtel de Guillaume de Niel, dit « hôtel du Silence ». 
L'hôtel est construit au cours du XVIIe siècle à l'emplacement de trois maisons, dont l'une servait d'entrée, au XVIe siècle, à l'hôtellerie du Château-de-Milan. Dans le premier quart du XVIIe siècle, l'hôtellerie et une maison voisine sont réunies et forment un hôtel qui appartient à Guillaume Catel entre 1606 et 1626, puis à Antoine Crozat, marchand et banquier, capitoul en 1673-1674 et en 1683-1684, seigneur de Préserville et de Bartecave. C'est là que grandit son fils Antoine II Crozat, richissime banquier et armateur négrier[10]. L'hôtel appartient ensuite au dramaturge Jean Galbert de Campistron de 1705 à 1723. Il est reconstruit après 1775 par Guillaume de Niel, juge des gabelles du Languedoc, seigneur de Muret et de Mauressac, qui a acquis les maisons voisines. Sous Louis XVIII, après l'assassinat du général Jean-Pierre Ramel, l'hôtel aurait été donné au chirurgien Gabriel Flotard pour payer son silence lors du jugement des assassins : c'est de là que lui viendrait le surnom d'« hôtel du Silence ». 
L'hôtel, qui adopte un plan en U, s'organise autour d'une vaste cour intérieure. Les corps de bâtiment sur la cour s'élèvent sur trois étages couronnés d'une corniche. Les fenêtres rectangulaires sont surmontées d'une corniche[11],[12].

- no  4 : immeuble. 
L'immeuble, de style néo-classique, est élevé dans la deuxième moitié du XVIIIe siècle. Le rez-de-chaussée est ouvert par une grande arcade de boutique voûtée en berceau et une porte, qui a conservé une imposte en fer forgé. Aux étages, les fenêtres sont séparées par des tables. Au 1er étage, les fenêtres ont des garde-corps à balustres[13].